# Трансплантация мозга
Трансплантация (пересадка) мозга — хирургическая операция, целью которой является перенос головного мозга, с сохранением личности пациента в другом теле. 17 ноября 2017 года под руководством итальянского хирурга Серджо Канаверо была проведена трансплантация головы человека с трупа на труп. Следует всё же различать пересадку целой головы и пересадку мозга — в первом случае пересаживается вся голова целиком и сшивается с телом на уровне шеи, в то время как при пересадке мозга — мозг извлекается из черепной коробки и пересаживается в голову донора. В первом случае лицо будет пересаживаемого, во втором донора.

## История
Эксперименты в этой области начались в 1920-х годах на животных. В 1926 году профессор Сергей Брюхоненко в сотрудничестве с Сергеем Чечулиным впервые в мире создают аппарат искусственного кровообращения — автожектор. Благодаря этому аппарату было доказано, что голова может жить отдельно от тела, так с помощью автожектора собачья голова жила 1 час 40 минут. Лежащая на блюде собачья голова открывала и закрывала глаза, высовывала язык, реагировала на прикосновение и даже проглатывала кусочек сыра или колбасы. Также учёный-экспериментатор Владимир Демихов в 1954 году занимался пересадкой второй головы собаке (всего им было создано 20 двухголовых собак).
В 1973 году американскому профессору-нейрохирургу Роберту Уайту удалось в течение двух суток сохранять живым изолированный мозг обезьяны. Позднее, в 1979 году, Уайт пересадил головы крыс и обезьян на туловища других животных, которые жили три-четыре дня. Профессору не удалось соединить ствол головного мозга со спинным мозгом, поэтому жизнь сохранялась только в пересаженной голове, а туловище, оставаясь неподвижным и бесчувственным, лишь обеспечивало искусственное поддержание жизни головы.
Во всех случаях причиной гибели мозга был постепенно развивающийся и нарастающий отёк, причём чёткой границы начала отёка не существует, во всех случаях он развивался в разное время, его промежуток составлял от нескольких часов до 30 дней.
В 1982 году доктор Дороти Кригер добилась заметного успеха с частичной пересадкой мозга у мышей. Часть (размером чуть меньше спичечной головки) мозга (имеющего размер с напёрсток) мыши-донора, отвечающая за выработку гонадотропин-рилизинг-гормона переносилась в естественную полость мозга мыши специально выращенной с отсутствием выработки указанного гормона.
В семи из восьми попыток участок функционировал почти нормально.
В 2015 году итальянский врач Серджио Канаверо опубликовал статью в Международном журнале нейрохирургии, в которой описал процедуру трансплантации головы. Предполагалось, что в 2017 году будет осуществлена первая пересадка головы, в качестве подопытного выступит больной мышечной дистрофией из России Валерий Спиридонов. Позже врач изменил решение на проведение операции гражданину Китая.

## Практические трудности
При пересадке мозга существует несколько серьёзных трудностей, без решения которых не удастся произвести успешную трансплантацию:
- Реиннервация — восстановление проводящих путей в центральной нервной системе.

Дело в том, что головной мозг связан с телом огромным количеством нервных волокон и проводников, многие из них проходят через спинной мозг, но разрушенные или повреждённые пересечённые нервные волокна головного и спинного мозга в дальнейшем сами практически не восстанавливаются.
Решение: искусственная регенерация нервных волокон.
- Тканевая совместимость — если ткань различается с тканью организма, то начинается отёк. Отёк начинается не сразу, а через несколько часов или дней. Является основной и главной причиной гибели мозга при трансплантации. Имеет свои специфические особенности, отличительные от преодоления тканевого барьера при пересадке внутренних органов.

Решение: изучение процессов тканевой совместимости, подавление отторжения.
- Регенерация нервной ткани — при пересадке мозга почти всегда повреждается нервная ткань, сама она регенерирует плохо.
- Иммунобиологическая реакция организма — неизвестно, как отреагирует иммунитет тела реципиента на новый головной мозг, возможно иммунитет может дать сбой или даже перестать работать.
- Техника проведения операции — так как головной мозг связан с телом огромным количеством нервных волокон и проводников, следует все их сшить, что само по себе является очень сложной задачей, в противном случае человек или животное не сможет «управлять» своим новым телом.

## Применение в будущем
Возможно в будущем, с развитием технологий, пересадка головного мозга станет обычным делом, что также поставит перед собой вопрос в каких случаях её применять, вот лишь некоторые из них:
- Травмы тела, несовместимые с жизнью;
- Трансплантация размороженного крионированного мозга в выращенное тело;
- Онкологические заболевания;
- Изношенность тела;
- Врождённые дефекты тела, опасные для жизни;
- Тяжёлые ожоги большой поверхности тела;
- Отказ органов;
- Смена пола;
- Психические заболевания, которые сейчас лечатся лишь снятием симптомов болезни.

## В массовой культуре
Впервые это понятие встречается в фантастической литературе начала XX века. Как правило, авторами заявлялось, что подобные операции в созданном им мире выполняются для сохранения сознания общественно значимых людей, и для того, чтобы скрывать преступления, путём смены тел. Также в некоторых произведениях можно встретить описание пересадки мозга как методики продления жизни.
- В произведениях Александра Беляева «Изобретения профессора Вагнера» осуществляется пересадка мозга человека, погибшего в результате несчастного случая, в тело слона. В произведении «Голова профессора Доуэля» осуществляется пересадка головы на тело погибшего от несчастного случая.
- В повести Михаила Булгакова «Собачье сердце» псу Шарику проводится пересадка части мозга умершего Клима Чугункова, что приводит к его постепенному превращению в этого человека, включая внешний облик и черты личности покойного, с сохранением воспоминаний и ума самого Шарика.
- В фильмах ужасов «Франкенштейн» (1931), «Проклятие Франкенштейна» (1957) и «Месть Франкенштейна» после трансплантации мозга оживает созданный Франкенштейном монстр.
- Возможные этические проблемы трансплантации мозга описывает роман Роберта Хайнлайна «Не убоюсь я зла».
- Научно-фантастическая комедия «Мозги набекрень».
- В мини-сериале «Спираль» мозг пожилого учёного пересаживают в тело погибшего парня с бандитским прошлым. Из-за влияния гипофиза личность профессора в новом теле начинает трансформироваться в преступника, опасного из-за своих высоких интеллектуальных способностей.
- В сериале «Земля: Последний конфликт» производится трансплантация мозга офицера разведки в тело преступника, недавно умершего в тюрьме.
- В рассказе Роберта Шекли «Тело» мозг ученого пересадили в тело собаки.
- В аниме «Великая небесная стена» (2023) мозг сильно пострадавшего Харуки Такэхая был трансплантирован в голову его сестры Кирико Такэхая. Впоследствии мальчик стал именовать себя Кируко.
- Один из персонажей южно-корейского сериала «Мышь» подвергается пересадке мозга серийного убийцы.